# Астахов, Юрий Николаевич
Юрий Николаевич Астахов (род. 1929 год) — специалист в области сложных электроэнергетических систем. Доктор технических наук, профессор Московского энергетического института. Бывший заведующий научно-исследовательской лабораторией кафедры электроэнергетических систем МЭИ.

## Биография
Родился в 1929 году. Окончил школу, затем — Московский энергетический техникум. В 1957 году окончил Московский энергетический институт. По окончании МЭИ остался учиться и работать в институте. Учился в аспирантуре, работал на кафедре электрических систем МЭИ на должностях: инженер, старший научный сотрудник, доцент. В 1964 году защитил кандидатскую диссертацию. В 1965—1975 годах работал на должности заместителя заведующего кафедрой электрических систем по научной работе. В 1986 году защитил докторскую диссертацию. Получил учёную степень доктора технических наук, учёное звание профессора.
Под руководством Астахова в МЭИ на кафедре электрических систем был разработан критериальный метод исследования сложных электроэнергетических систем, разработаны управляемые линии электропередач новых типов, создана методика прогнозирования развития сложных систем, одновременно Астахов ведет в МЭИ преподавательскую деятельность.
Область научных интересов: сложные электроэнергетические системы, применения в энергосистемах накопителей энергии.
Имеет 19 авторских свидетельств и восемь патентов, является автором около 150 научных работ включая две монографии и три учебных пособия.
Под  его руководством было подготовлено и успешно защищено более сорока кандидатских диссертаций, в Винницком политехническом институте создана научная школа по электротехнике.
В разное время был членом Научно-методического совета при правлении Всесоюзного общества «Знание», Научного совета АН СССР по комплексной проблеме «Научные основы электрофизики и электроэнергетики», секции электротехники и энергетики Научно-технического совета Госкомитета СССР по народному образованию, членом президиума Научно- методического совета по высшему электроэнергетическому оборудованию, участвовал в работе нескольких советов по присуждению ученых степеней,

## Труды
- Накопители энергии в электрических системах: [Учебное пособие для электроэнергетических специальностей вузов] / Ю. Н. Астахов, В. А. Веников, А. Г. Тер-Газарян. — М.: Высшая школа, 1989.